# Église Saint-Étienne de Talau
Pour les articles homonymes, voir église Saint-Étienne.
L'église Saint-Étienne de Talau est une église romane située dans le village de Talau, sur la commune d'Ayguatébia-Talau, dans le département français des Pyrénées-Orientales.

## Architecture

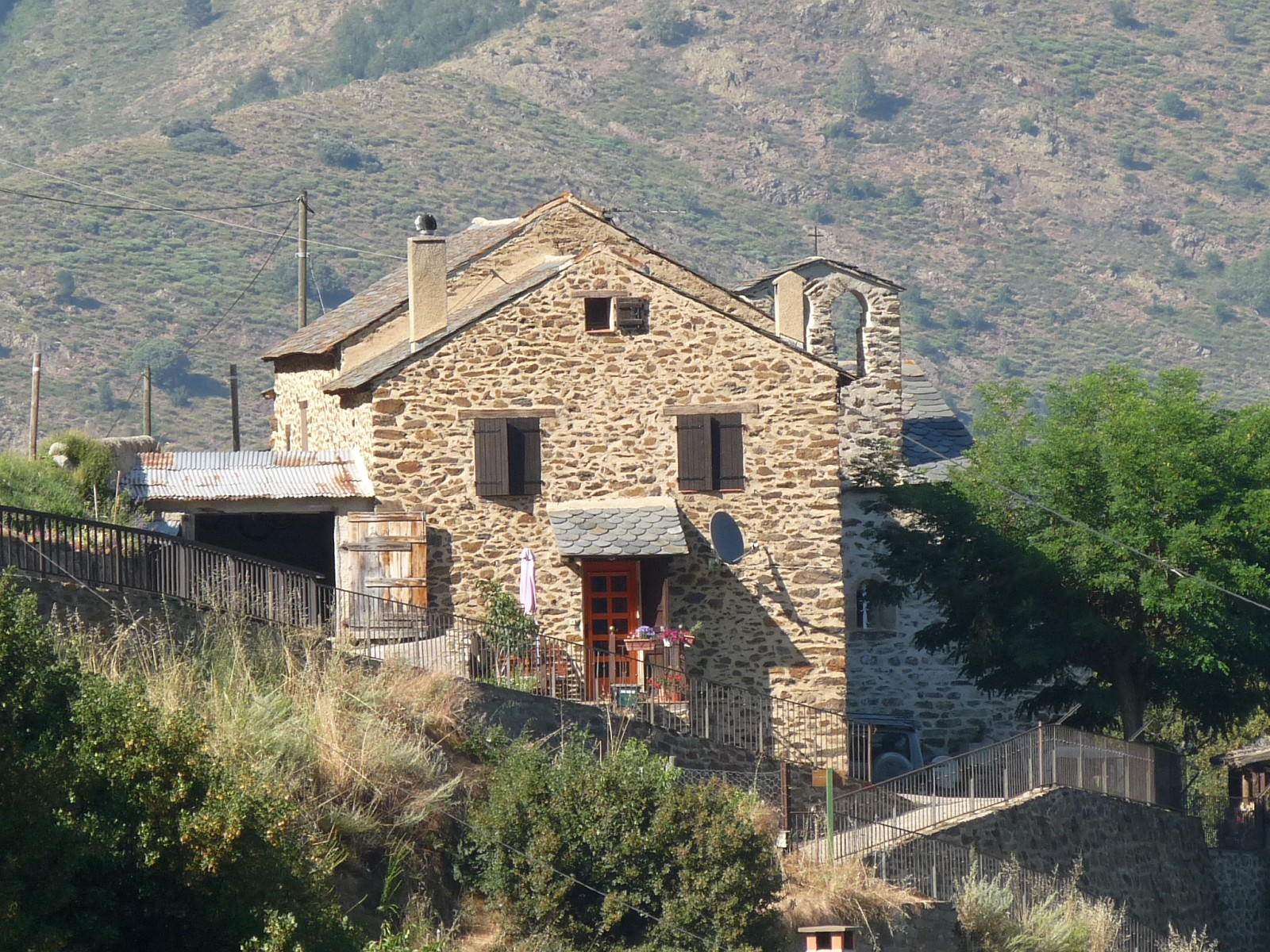
L'église accolée à l'ancien presbytère